# Oxyethira mcgregori
Oxyethira mcgregori is een schietmot uit de familie Hydroptilidae. De soort komt voor in het Nearctisch gebied.